# آندوی
آندوی (به لاتین: Andøy) یک شهرداری در نروژ است که در نوردلاند واقع شده‌است. آندوی ۶۵۶٫۱۲ کیلومتر مربع مساحت و ۴٬۹۰۲ نفر جمعیت دارد.